# Frequência de Larmor

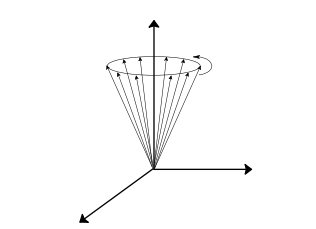
Frequência de precessão de Larmor.

Em 1897, o físico inglês Joseph Larmor (1857-1942) demostrou que o efeito de um campo magnético sobre partículas carregadas que descrevem órbitas circulares era o de superpor à frequência precessional em torno do campo externo, conhecida desde então como Frequência de Larmor.
A expressão da frequência de Larmor do movimento de precessão nuclear é:
{\displaystyle \nu =\omega _{0}/2\pi }
Em 1921, Alfred Landé publicou um trabalho na Zeitscrift für Physik (p. 398), no qual propôs uma modificação na frequência de Larmor vL para poder explicar a anomalia que encontrara para a razão magnetogírica do elétron atômico na presença de um campo magnético externo. No entanto, Landé não foi capaz de apresentar uma base teórica para essa modificação proposta.